# تزريق الفولاذ

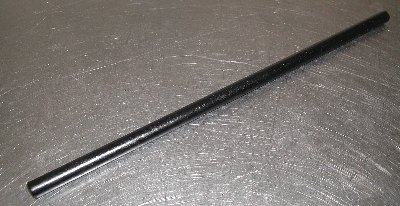
قضيب حديد خاضع إلى عملية تزريق

تزريق الفولاذ هي عملية تخميل كيميائية يعالج فيها الفولاذ من أجل حمايته جزئياً من الصدأ عن طريق المعالجة بمزيج من الأكاسيد الفلزية؛ أو بأكسدة السطح مباشرة. تدعى هذه العملية بالنزريق نظراً لتشكل طبقة واقية ذات لون أزرق مسود بعد انتهاء العملية. تتضمن عملية التزريق إجراء تغطية تحويلية كيميائية كهربائية ناتجة عن أكسدة سطح الحديد ليتشكل المغنيتيت Fe3O4، وهو الأكسيد الأسود للحديد. للمقارنة، فإن الصدأ، والذي يعد أكسيد الحديد الثلاثي الأحمر من مكوناته الأساسية، يخضع إلى تغير كبير في الحجم عند التميه مما يؤدي إلى تقشره؛ بالمقابل، فإن الأكسيد الأسود المزرق من المغنيتيت يؤمن حماية ووقاية جزئية ضد التآكل، والتي تزيد عند دهنه بطبقة واقية من الزيت للتخفيف من أثر الرطوبة والتآكل الجلفاني. ينتشر تزريق الفولاذ في صناعة الأسلحة التقليدية.